# Liste der Kulturdenkmale in Rückersdorf (Thüringen)
In der Liste der Kulturdenkmale in Rückersdorf sind die Kulturdenkmale der thüringischen Gemeinde Rückersdorf im Landkreis Greiz aufgelistet.

## Legende
- Bild: zeigt ein Bild des Kulturdenkmals und gegebenenfalls einen Link zu weiteren Fotos des Kulturdenkmals im Medienarchiv Wikimedia Commons
- Bezeichnung: Name, Bezeichnung oder die Art des Kulturdenkmals
- Lage: Wenn vorhanden Straßenname und Hausnummer des Kulturdenkmals; Grundsortierung der Liste erfolgt nach dieser Adresse. Der Link Karte führt zu verschiedenen Kartendarstellungen und nennt die Koordinaten des Kulturdenkmals.
 Kartenansicht, um Koordinaten zu setzen – in dieser Kartenansicht sind Kulturdenkmale ohne Koordinaten mit einem roten bzw. orangen Marker dargestellt und können in der Karte gesetzt werden. Kulturdenkmale ohne Bild sind mit einem blauen bzw. roten Marker gekennzeichnet, Kulturdenkmale mit Bild mit einem grünen bzw. orangen Marker.
- Datierung: gibt das Jahr der Fertigstellung beziehungsweise das Datum der Erstnennung oder den Zeitraum der Errichtung an
- Beschreibung: bauliche und geschichtliche Einzelheiten des Kulturdenkmals, vorzugsweise die Denkmaleigenschaften
- ID: Die ID identifiziert das Kulturdenkmal eindeutig. In Thüringen sind aktuell keine IDs veröffentlicht. In der ID-Spalte kann sich auch folgendes Icon  befinden, dies führt zu Angaben zu diesem Kulturdenkmal bei Wikidata.

## Kulturdenkmale nach Ortsteilen

### Haselbach
| Bild                           | Bezeichnung      | Lage                             | Datierung | Beschreibung                                     | ID |
| ------------------------------ | ---------------- | -------------------------------- | --------- | ------------------------------------------------ | -- |
| BW                             | Gehöft           | Haselbach, Haselbach 15 (Karte)  |           |                                                  |    |
| BW                             | Gehöft           | Haselbach, Haselbach 16 (Karte)  |           |                                                  |    |
| BW                             | Gehöft           | Haselbach, Haselbach 18 (Karte)  |           |                                                  |    |
| BW                             | Pfarrhof         | Haselbach, Haselbach 36 (Karte)  |           |                                                  |    |
| weitere Bilder Fotos hochladen | Ev. Filialkirche | Haselbach, Haselbach 36a (Karte) |           | Kirche mit Ausstattung, Kirchhof und Einfriedung |    |
| weitere Bilder Fotos hochladen | Bockwindmühle    | Haselbach, Haselbach 45 (Karte)  |           |                                                  |    |

### Reust
| Bild                           | Bezeichnung                                        | Lage                                     | Datierung | Beschreibung                                     | ID |
| ------------------------------ | -------------------------------------------------- | ---------------------------------------- | --------- | ------------------------------------------------ | -- |
| weitere Bilder Fotos hochladen | Ev. Filialkirche                                   | Reust, Alte Schulstraße 5a (Karte)       |           | Kirche mit Ausstattung, Kirchhof und Einfriedung |    |
| weitere Bilder Fotos hochladen | Bismarckturm                                       | Reust, Am Berg o. Nr. (Karte)            |           | Bismarckturm mit Freifläche                      |    |
| BW                             | Meßpunkt Station Reust                             | Reust, Am Berg o. Nr. (Karte)            |           | Messpunkt                                        |    |
| BW                             | Wohnhaus                                           | Reust, Am Berg 1 (Karte)                 |           |                                                  |    |
| BW                             | Wohnhaus mit Seitengebäude, Garten und Einfriedung | Reust, Am Berg 3 (Karte)                 |           |                                                  |    |
| BW                             | Gehöft                                             | Reust, Am Berg 5 (Karte)                 |           |                                                  |    |
| BW                             | Gehöft                                             | Reust, Am Berg 7 (Karte)                 |           |                                                  |    |
| BW                             | Gehöft                                             | Reust, Hauptstraße 2 (Karte)             |           |                                                  |    |
| BW                             | Gehöft                                             | Reust, Hauptstraße 3 (Karte)             |           |                                                  |    |
| BW                             | Gehöft                                             | Reust, Hauptstraße 31 (Karte)            |           |                                                  |    |
| BW                             | Gehöft                                             | Reust, Hauptstraße 6; Am Berg 17 (Karte) |           |                                                  |    |
| BW                             | Gehöft                                             | Reust, Hauptstraße 7 (Karte)             |           |                                                  |    |

### Rückersdorf
| Bild                           | Bezeichnung     | Lage                                | Datierung | Beschreibung                        | ID |
| ------------------------------ | --------------- | ----------------------------------- | --------- | ----------------------------------- | -- |
| weitere Bilder Fotos hochladen | Ev. Pfarrkirche | Rückersdorf, Am Kirchberg (Karte)   |           | Kirche mit Ausstattung und Kirchhof |    |
| BW                             | Pfarrhof        | Rückersdorf, Am Kirchberg 4 (Karte) |           |                                     |    |
| BW                             | Gehöft          | Rückersdorf, Sprottetal 24 (Karte)  |           |                                     |    |